# Gondo
Gondo (ehemals deutsch Ruden) ist eine Pfarrgemeinde des Dekanats Brig und ein Schweizer Bergdorf im Kanton Wallis zwischen dem Simplonpass und der Grenze zu Italien. Gondo gehört zur Gemeinde Zwischbergen (offiziell auch Gondo-Zwischbergen genannt). Ruden, der alte deutsche Name von Gondo, stammt aus dem indogermanischen Rudaz und bedeutet «Erz».
Das Dorf lebt vor allem aus den Einnahmen des Wasserzinses, dem Durchgangsverkehr und dem Handel mit Tabak und Benzin. Mit dem wieder aufgebauten Stockalperturm als Hotel und Seminarzentrum, der ehemaligen Goldmine und den zahlreichen Wanderwegen ist das Dorf eine Tourismusdestination. Gondo ist Etappenort an der Via Stockalper.
Vor der Unwetterkatastrophe von 2000 hatte das Dorf über 120 Einwohner, 2007 lebten noch 80 Einwohner in Gondo. Die Schule musste 2007 nach Simplon-Dorf verlegt werden.

## Geschichte

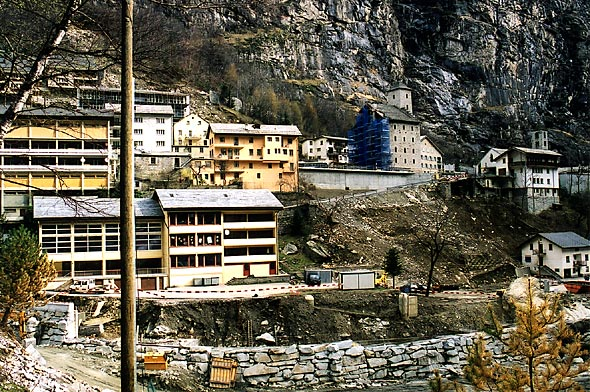
Gondo, beim Aufbau nach dem Erdrutsch, erkennbar am blau eingehüllten Stockalperturm

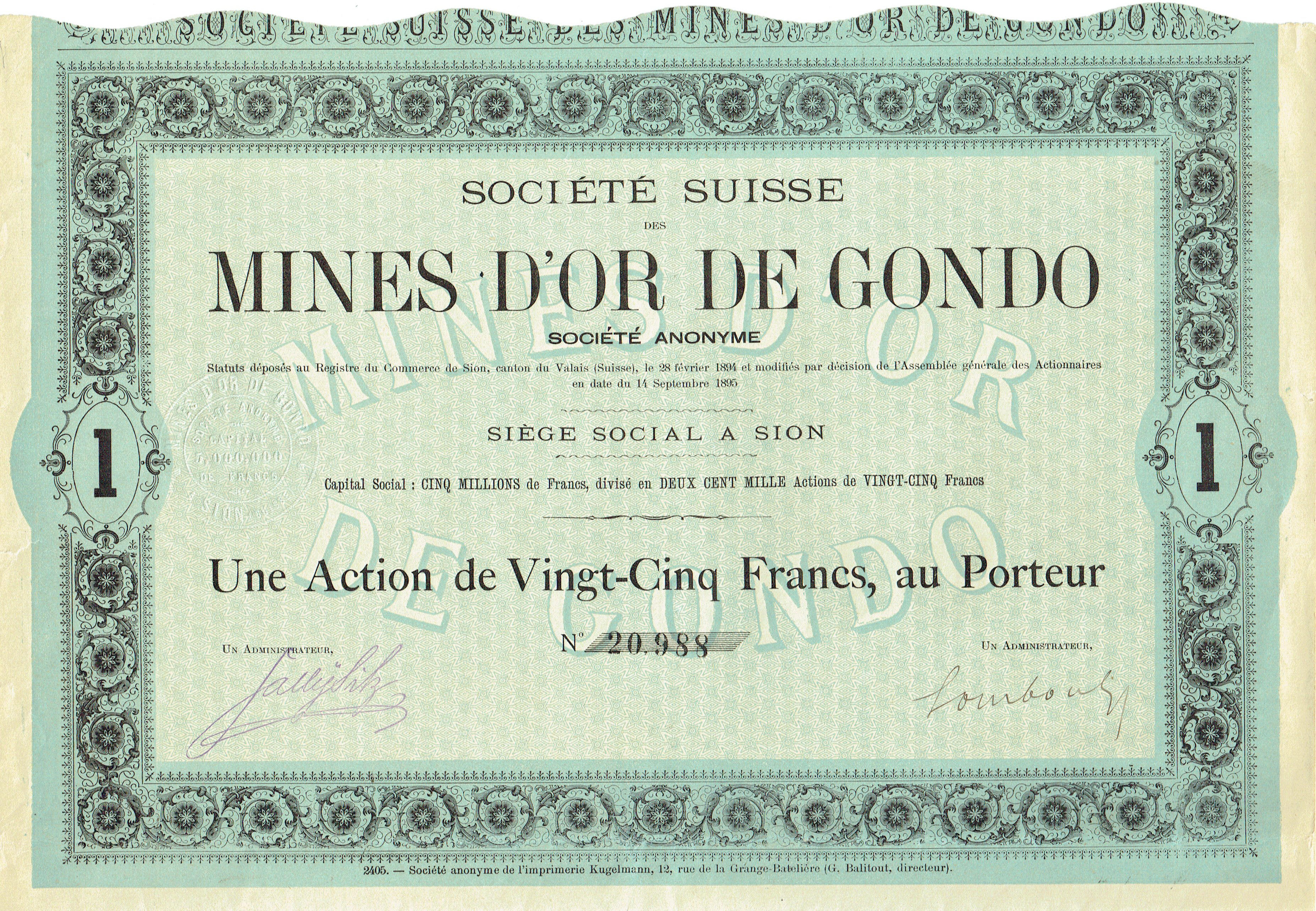
Aktie über 25 Franken der Société Suisse des Mines d’Or de Gondo SA vom 14. September 1895

Schon in römischer Zeit wurde in der Gegend um Gondo, im Zwischbergental, nach Gold geschürft. Gefördert durch Kaspar Stockalper erlebten die Goldminen Gondos in den Jahren 1660 bis 1691 eine Hochblüte. Ein Museum im Hotel Stockalpertum zeigt die Aktivitäten der damaligen Minen.
Noch heute suchen Enthusiasten im Zwischbergental nach Gold.
Am 14. Oktober 2000 wurde ein Drittel des Dorfes von einem Erdrutsch zerstört, der 13 Todesopfer forderte und acht Gebäude niederriss, darunter den Westteil des 1650 erbauten Stockalper-Turms. In der Folge wurde Gondo wieder aufgebaut und am 14. Oktober 2004 neu eingeweiht.

## Neuzeit
Wegen der tiefen Strompreise in Gondo – auf dem Gemeindegebiet liegen zwei Laufwasserkraftwerke – siedeln sich seit 2017 Krypto-Mining-Unternehmen in Gondo an.

## Sehenswürdigkeiten
- Gondoschlucht[8]
- Goldmine Gondo und Goldminen-Museum im Hotel Stockalper

## Dokumentation
- Fiona Strebel: Als die Schweiz den Atem anhielt: Der Erdrutsch von Gondo. In: DOK vom 5. Juli 2011 (37 Minuten); (Online-Video)